# Loxofidonia sigmata
Loxofidonia sigmata är en fjärilsart som beskrevs av Louis Beethoven Prout 1941. Loxofidonia sigmata ingår i släktet Loxofidonia och familjen mätare. Inga underarter finns listade i Catalogue of Life.